# Wapen van Bonaire
Bonaire heeft een eigen wapenschild. Sinds 26 december 1986 is het wapenschild van Bonaire in gebruik. Bij Wet van 17 mei 2010 (Stb. 345) is het eilandgebied Bonaire een openbaar lichaam binnen het Koninkrijk der Nederlanden geworden. Op 20 juli verzocht het bestuurscollege van het eilandgebied toestemming om als wapen van de bijzondere gemeente Bonaire het wapen van het eilandgebied te mogen voeren. Dit wapen was vastgesteld bij Eilandsbesluit van 26 juni 1986, nr. 9 (A.B. 1986, nr. 13) en is daarin als volgt omschreven: een schild in azuur: 1. waarop een stuurrad van goud; 2. waarop een hartschild van zilver, een 6-puntige ster van keel, omsloten door een kompasring van sabel; 3. gedekt met een gouden kroon van vijf bladeren.
In zijn advies van 31 augustus 2010 kon de Raad instemmen met dit wapen. Hij adviseerde evenwel om de gebruikelijke heraldische blazoenering aan te houden en daarin het aantal punten (6) van de ster weg te laten, omdat het hier een gebruikelijke ster betreft. Om dezelfde reden worden evenmin de acht spaken van het stuurrad genoemd.
Bij Koninklijk Besluit van 20 september 2010, nr. 10.002198, werd voor het nieuwe openbaar lichaam Bonaire het volgende wapen bevestigd: in azuur een stuurrad van goud; in een hartschild van zilver een ster van keel, omsloten door een kompasring van sabel. Het schild gedekt met een gouden kroon van vijf bladeren. 

## Historie
Op 26 juni 1986 werd het wapen van Bonaire vastgesteld door de Eilandsraad. Daar was veel werk aan vooraf gegaan. Er was een commissie benoemd om voorstellen te doen voor een typisch Bonairiaans wapen. De commissie kwam met drie voorstellen voor het motief van het wapen: de flamingo, omdat Bonaire bekend is als flamingo-eiland; een vijfpuntige ster, symbool van de vijf eilanden van de toenmalige Nederlandse Antillen; en de lange cactus die wordt gebruikt voor de karakteristieke erfafscheidingen op Bonaire.
Maar het wapen moest voldoen aan de bepalingen van de heraldiek en het moest worden goedgekeurd door de Hoge Raad van Adel. Rechter mr. P.C. Briët, in die tijd werkzaam op de Nederlandse Antillen en deskundig op het gebied van heraldiek, heeft geholpen het wapen aan te passen aan de eisen.
Dat heeft geleid tot het wapen met de gouden kroon boven het blauwe en zilveren schild met het gouden stuurwiel, de rode ster en de zwarte kompasring. Op 6 september 1986 is het wapen van Bonaire officieel onthuld in het bijzijn van een groot aantal Statenleden en de premier van de Nederlandse Antillen, Don Martina. In zijn toespraak noemde toenmalig gezaghebber George Soliana het wapen een afspiegeling van het Bonaireaanse karakter, met de Bonairiaan onmiddellijk herkenbaar in elk symbool. ‘Een waardevol mens die na een harde strijd zijn doel weet te bereiken.’

## Kenmerken
Het wapen van Bonaire heeft een schild in azuur (blauw) met een stuurrad van goud (geel).
Het hartschild is zilver (wit) met een ster van keel (rood) die wordt omsloten door een kompasring van sabel (zwart). Het schild wordt gedekt door een gouden markiezenkroon met vijf bladeren.

## Symboliek
Het blauwe schild verwijst naar de hemel en naar de zee, die Bonaire met de wereld verbindt en een belangrijke rol speelt in de Bonaireaans economie. Het gouden stuurrad vertegenwoordigt de Bonairianen die de wereldzeeën hebben bevaren en vanouds tot de beste zeevaarders en botenbouwers van de regio worden gerekend. De rode ster symboliseert het bloed dat de Bonairianen hebben vergoten om zich te bevrijden van vijanden. De punten van de ster verwijzen naar de zes traditionele woonkernen op het eiland: Rincon, Nort di Saliña, Antriol, Nikiboko, Tera Kora en Playa. De zwarte kompasring staat voor koersvastheid en de Bonaireaans economische, vriendschappelijke en culturele relaties in alle windstreken. De gouden kroon laat de band tussen Bonaire en het Koninkrijk der Nederlanden zien.

## Heraldiek
De kleuren van het wapen van Bonaire zijn zogenaamde heraldische kleuren: de metalen goud (geel) en zilver (wit); en de kleuren azuur (blauw), keel (rood), sabel (zwart).
Heraldiek is de wetenschap van wapens: herkenningstekens van personen, families of organisaties. Ze zijn ontstaan in de Europese middeleeuwen en zijn afgeleid van de uitrusting van ridders.
Het schild is het belangrijkste deel van een wapen. Daarboven zie je vaak een helm of een kroon. Als eiland dat tot het Koninkrijk der Nederlanden behoort heeft Bonaire het recht om de markiezenkroon in het wapen te gebruiken.
Wapens van publiekrechtelijke lichamen worden verleend bij koninklijk besluit. De Hoge Raad van Adel begeleidt de wapenverleningsprocedure en zorgt er voor dat de wapens heraldisch kloppen.
Het wapen van Bonaire is in september 1986 door de Hoge Raad van Adel goedgekeurd. Na de opheffing van de Nederlandse Antillen is het wapen bij koninklijk besluit van 20 september 2010 (nr 10.002198) verleend aan Bonaire als openbaar lichaam van Nederland.

## Verwante artikels
- Vlag van Bonaire